# Refugi d'Engorgs «Joaquim Folch i Girona»
El Refugi d'Engorgs «Joaquim Folch i Girona» és un refugi de muntanya de la FEEC, situat a 2.378 m al circ d'Engorgs, al vessant sud-oest del Puig Pedrós, dins el terme municipal de Meranges, a la Cerdanya.

## Accessos
El poble més proper és Meranges, situat a 2:30 hores, si el recorregut es fa a peu. El refugi més proper és el refugi de Malniu (1:30 hores).
No s'hi pot accedir directament en vehicle, es pot fer l'aproximació des del refugi de Malniu.

## Ascensions i travessies

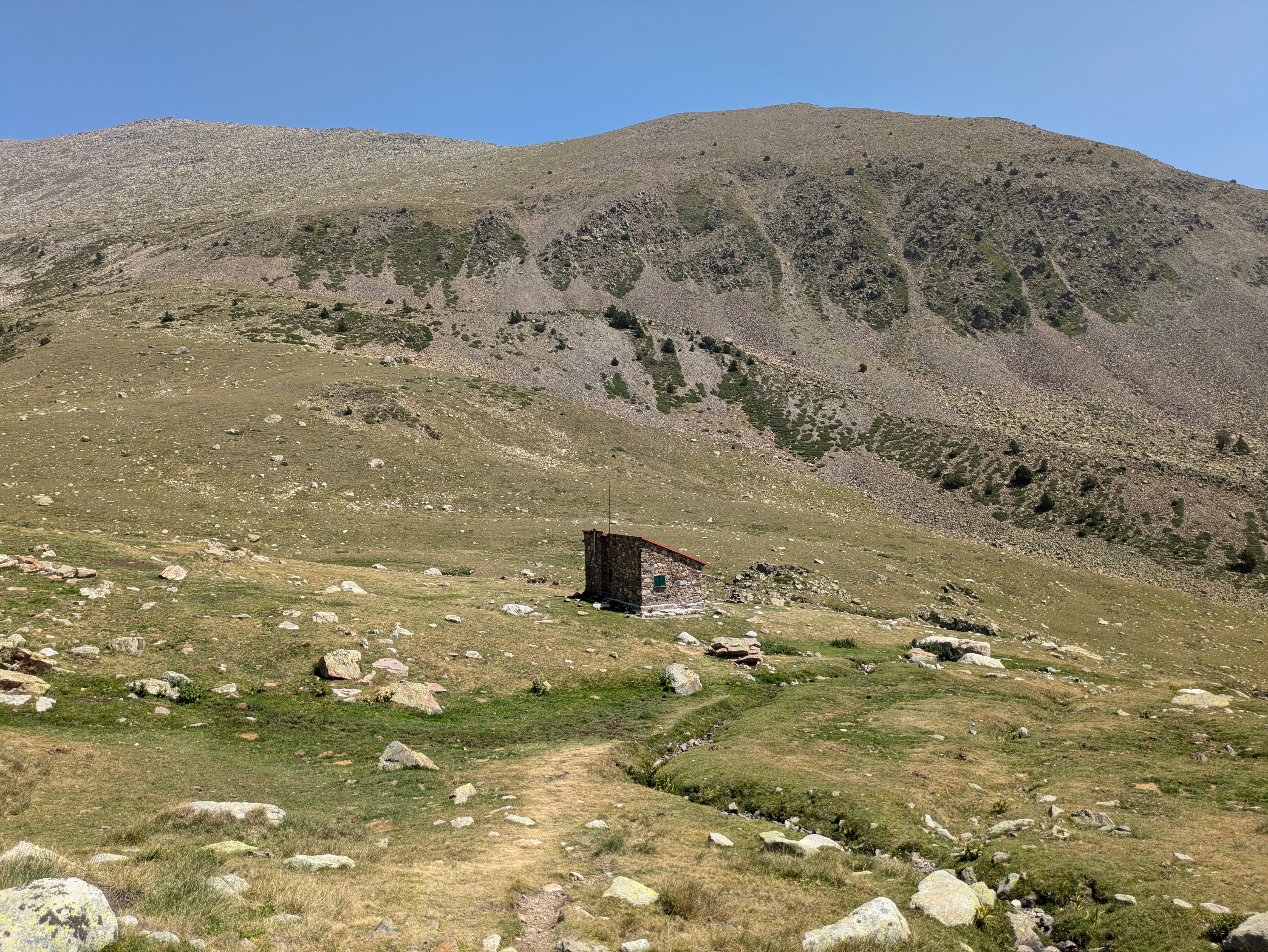
El refugi, vist des del GR-11, i Puig Pedrós més enllà.

Puig Pedrós (2.915 m), Roc Colom (2.685 m), Engorgs (2.818 m). El camí de llarg recorregut GR-11 passa per aquest refugi.